# Angus Konstam

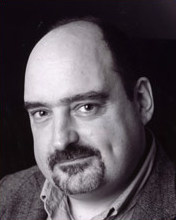
Angus Konstam

Angus Konstam (* 2. Januar  1960 in Aberdeen) ist ein schottischer Autor und Historiker.

## Leben
Angus Konstam, Sohn von Sheila und Peter Konstam, verbrachte seine Kindheit auf den Orkney-Inseln. 1978 verließ er die Inseln und trat in die Royal Navy ein. Er erhielt ein Stipendium am Britannia Royal Naval College in Dartmouth. An dieses Studium schloss sich ein Geschichtsstudium an der University of Aberdeen an. Nachdem er auch dieses erfolgreich abgeschlossen hatte, kehrte er zur Royal Navy zurück und fuhr ein Jahr lang zur See. In dieser Zeit sammelte er Erfahrungen nicht nur im militärischen, sondern auch im Bereich von Sitten und Gebräuchen der Seeleute und der Navigation. Nach seiner Rückkehr nahm er das Masterstadium an der University of St Andrews auf. Während dieses Studiums kam Konstam zum ersten Mal mit Unterwasserarchäologie in Berührung.

## Karriere

### England
Nach dem Abschluss seines Studiums arbeitete Konstam ab 1985 bei einer Ausgrabung auf der Themse in Nähe des Tower of London mit. Aufgrund eines Austauschs von Ausstellungsstücken zwischen dem Tower und dem Kreml hatte Konstam die Möglichkeit, die russische Militärgeschichte des 18. Jahrhunderts zu studieren. Im Zuge dessen lernte er einen Historiker kennen, der im Auftrag des Verlags Osprey Publishing einen Autor für ein Buch über die Armee von Peter dem Großen suchte. Konstam erhielt den Auftrag und veröffentlichte so 1993 zwei Bücher zu diesem Thema.

### Vereinigte Staaten
Konstam zog 1995 nach Key West, Florida, um den Posten des Chefkurators des Mel Fisher Maritime Heritage Museum anzunehmen. Zu seinen Aufgaben gehörte unter anderem der Aufbau einer Wanderausstellung. Zudem weckte die Arbeit sein Interesse für die Geschichte der Piraterie des 18. Jahrhunderts.
Während seiner sechs Jahre als Kurator des Museums verfasste er zahlreiche Bücher, darunter auch The History of Pirates (2002), welches sich über 70.000 mal verkaufte.

### Aktuelles Wirken
Nach seiner Rückkehr nach Großbritannien 2001 zog er nach Edinburgh. Heute lebt er auf Orkney.
Den Schwerpunkt seiner Arbeit als Sachbuchautor bildet die Seekriegsgeschichte des 16. bis 20. Jahrhunderts. Konstam ist Mitglied der Society of Authors und Fellow der Royal Historical Society.

## Schriften in deutscher Sprache
- Atlas des mittelalterlichen Europa, Tosa Wien, 2001, ISBN 3-85492-472-0
- Atlas der Kelten, Tosa Wien, 2002, ISBN 3-85492-471-2
- Atlas der Kreuzfahrer, Tosa Wien, 2002, ISBN 3-85492-558-1
- Atlas der Wikinger, Tosa Wien, 2002, ISBN 3-85492-555-7
- Die Geschichte der Kreuzzüge: vom Krieg im Morgenland bis zum 13. Jahrhundert, RM-Buch- und Medien-Vertrieb Rheda-Wiedenbrück, 2002
- Die Geschichte der Wikinger: Kultur, Leben und Eroberungen der Wikinger, RM-Buch- und Medien-Vertrieb Rheda-Wiedenbrück, 2002
- Das antike Griechenland, Gondrom Bindlach, 2004, ISBN 3-8112-2400-X
- Die faszinierende Welt der Kelten, RM Buch- und Medien-Vertrieb Rheda-Wiedenbrück, 2005
- Die Kelten, Tosa Wien, 2005, ISBN 3-85492-244-2
- Die Kreuzzüge, Tosa Wien, 2005, ISBN 3-85492-129-2
- Die Wikinger: Geschichte, Eroberungen, Kultur, Tosa Wien, 2005, ISBN 3-85492-692-8
- Mittelalterliches Europa, RM-Buch- und Medien-Vertrieb Rheda-Wiedenbrück,  2005
- Das Vermächtnis der Kelten: Mythos und Wirklichkeit, Weltbild Augsburg, 2007, ISBN 978-3-8289-0842-0
- Städte der Renaissance: Civitates orbis terrarum, Wissenschaftliche Buchgesellschaft Darmstadt, 2008, ISBN 978-3-8331-4780-7
- Schätze auf dem Meeresgrund: Atlas versunkener Schiffe; ideal für Schatzsucher und Taucher, Tosa Wien, 2009, ISBN  	978-3-85003-329-9
- Schlachtschiff Bismarck – Die Geschichte des legendären deutschen Schiffes. Motorbuch Verlag 2017, ISBN 978-3-613-03979-7.